# Lisa Baker
Lisa Baker (19 de marzo de 1944, Detroit, Texas) fue una modelo y actriz estadounidense. Fue elegida como Playmate por la revista Playboy en noviembre de 1966, y fue nombrada playmate del año 1967. Su pictorial fue fotografiado por William Figge y Ed DeLong.
También realizó algunos trabajos para televisión, en The Jonathan Winters Show y como la chica Budweiser en Tonight Show. También apareció en el filme Hot Summer in the City.
Volvió a posar desnuda para Playboy en diciembre de 1979, en el pictorial Playmates Forever!